# Indelibly Stamped
Indelibly Stamped (onuitwisbaar gemerkt) is het tweede studioalbum van Supertramp. Het album verscheen in juni 1971. Het is net als zijn voorganger Supertramp een van de minst verkochte albums van de band. Davies en Hodgson hebben na hun debuutalbum een nieuwe muziekgroep om zich heen verzameld. Het wordt gezien als het rockalbum van de band, die met Crime of the Century meer richting progressieve rock op ging. Alhoewel meer rock dus, zijn er in de diverse titels aanwijzingen waar de muziek van de combinatie naartoe gaat ("Times Have Changed"). Ook een eerste lange track verschijnt op een album, "Aries", dat zevenenhalve minuut voortkabbelt. Het is het eerste muziekalbum van Supertramp dat in de Verenigde Staten is uitgebracht. Na de teleurstellende verkopen viel de band in deze samenstelling uit elkaar. Het album is opgenomen in de Olympic Studios te Londen in maart en april 1971.

## Composities
Allen van Rick Davies en Roger Hodgson, behalve waar anders vermeld:

### Kant A
1. "Your Poppa Don't Mind" – 2:58
  - Leadzang: Davies
2. "Travelled" – 4:15
  - Leadzang: Hodgson
3. "Rosie Had Everything Planned" (Frank Farrell, Hodgson) – 3:01
  - Leadzang: Hodgson
4. "Remember" – 4:00
  - Leadzang: Davies
5. "Forever" – 5:05
  - Leadzang: Davies

### Kant B
1. "Potter" – 2:23
  - Leadzang: Winthrop
2. "Coming Home to See You" – 4:39
  - Leadzang: Davies
3. "Times Have Changed" – 3:42
  - Leadzang: Davies
4. "Friend in Need" – 3:08
  - Leadzang: Davies
5. "Aries" – 7:25
  - Leadzang: Hodgson

## Musici
- Kevin Currie - percussie, slagwerk

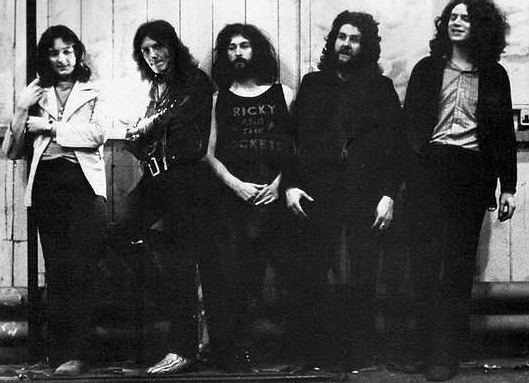
Hodgson, Farrell, Davies, Currie en Winthrop. Een andere, vergelijkbare foto van de bandleden werd gebruikt voor de binnenkant van de uitklapbare platenhoes.

- Rick Davies - harmonica, toetsinstrumenten, zang
- Frank Farrell - basgitaar, piano, accordeon, achtergrondzang
- Roger Hodgson – akoestische en elektrische gitaar, basgitaar, zang
- Dave Winthrop - dwarsfluit, saxofoon, zang

## Single
De single "Forever" was net zo succesvol als het album.

## Hoes
Over de hoes heerst een misverstand. Lang werd aangenomen dat Rusty Skuse een foto van haar getatoeëerde borstkas had laten afdrukken op de hoes. De tatoeages zouden geplaatst zijn door haar man Bill Skuse (beide namen zijn in de tatoeages vermeld), destijds een bekende Engelse tatoeëerder. Echter in de biografie van Rusty is daarover niets te vinden. De site TattooNews.co.uk, die haar biografie heeft geplaatst geeft ook aan van wie de ontblote borstkas dan wel was: Marion Hollier uit Bristol, die getatoeëerd was door de vader van Bill, Les Skuse. De hoes bestond uit een dubbelklapper, die in kleur werd gedrukt. Uiteraard konden de twee blote tepels niet in de Verenigde Staten, daar werden er sterretjes overheen gedrukt. Later verscheen het album in zwart-wit.